# Manel Martínez Fernández
Manel Martínez Fernández   (Ripollet, 3 de novembre de 1973), conegut futbolísticament com a Manel, és un exfutbolista català, que jugava com a davanter.

## Carrera
Va debutar el 1992 al Centre d'Esports Sabadell. El 1995 va fitxar pel CD Logroñés, amb el qual va ser el màxim golejador de la lliga de segona divisió. Després va passar a primera divisió, fitxat pel RCD Espanyol, tot i que va cedir-lo dues vegades, el 2001 i 2002, al Real Sporting de Gijón. Va guanyar la Copa del Rei amb l'Espanyol. El 2004 va marxar a jugar durant un any a Anglaterra, al Derby County FC, i quan va tornar va passar per diversos equips com el Badalona, l'Eivissa o el Lorca Deportiva, darrer equip on va jugar.
El 2008 va decidir retirar-se del futbol a causa d'una lesió a l'esquena. A partir de llavors va dedicar-se al futbol base, primer a Cerdanyola del Vallès, i després, el 2011, va esdevenir segon entrenador de la Unió Esportiva Sant Andreu, amb Piti Belmonte com a primer entrenador, i el 2013 va passar a ser preparador de porters i encarregat de cercar nous talents per al club. Després va passar a ser tècnic i cercatalents al RCD Espanyol, on s'encarrega d'observar els nous talents del seu planter.